# Pisa Sporting Club 1965-1966
Questa pagina raccoglie le informazioni riguardanti il Pisa Sporting Club nelle competizioni ufficiali della stagione 1965-1966.

## Rosa
| N. |                   | Ruolo | Calciatore          |
| -- | ----------------- | ----- | ------------------- |
|    | Italia (bandiera) | C     | Fabrizio Barontini  |
|    | Italia (bandiera) | P     | Ademaro Breviglieri |
|    | Italia (bandiera) | C     | Italo Castellani    |
|    | Italia (bandiera) | C     | Carlo Cervetto      |
|    | Italia (bandiera) | P     | Ennio Ceschia       |
|    | Italia (bandiera) | A     | Adelio Colombo      |
|    | Italia (bandiera) | A     | Giuseppe Cosma      |
|    | Italia (bandiera) | D     | Mario Dalmonte      |
|    | Italia (bandiera) | P     | Giovanni De Min     |
|    | Italia (bandiera) | D     | Luciano Federici    |

| N. |                   | Ruolo | Calciatore          |
| -- | ----------------- | ----- | ------------------- |
|    | Italia (bandiera) | C     | Pier Luigi Galli    |
|    | Italia (bandiera) | D     | Roberto Gasparroni  |
|    | Italia (bandiera) | C     | Claudio Guglielmoni |
|    | Italia (bandiera) | C     | Emiliano Mascetti   |
|    | Italia (bandiera) | C     | Nello Menciassi     |
|    | Italia (bandiera) | D     | Sergio Petrelli     |
|    | Italia (bandiera) | D     | Carlo Ripari        |
|    | Italia (bandiera) | D     | Bruno Romanini      |
|    | Italia (bandiera) | C     | Giorgio Rumignani   |

## Risultati

### Campionato

#### Girone di andata
| 5 settembre 1965 1ª giornata | Reggina | 2 – 1 | Pisa |  |

| 12 settembre 1965 2ª giornata | Catanzaro | 5 – 1 | Pisa |  |

| 19 settembre 1965 3ª giornata | Pisa | 1 – 0 | Pro Patria |  |

| 26 settembre 1965 4ª giornata | Pisa | 1 – 0 | Modena |  |

| 3 ottobre 1965 5ª giornata | Monza | 2 – 1 | Pisa |  |

| 10 ottobre 1965 6ª giornata | Pisa | 0 – 0 | Messina |  |

| 17 ottobre 1965 7ª giornata | Pisa | 1 – 0 | Trani |  |

| 1º novembre 1964 8ª giornata | Padova | 2 – 1 | Pisa |  |

| 31 ottobre 1965 9ª giornata | Pisa | 1 – 2 | Palermo |  |

| 7 novembre 1965 10ª giornata | Lecco | 1 – 0 | Pisa |  |

| 14 novembre 1965 11ª giornata | Mantova | 2 – 0 | Pisa |  |

| 21 novembre 1965 12ª giornata | Pisa | 3 – 1 | Potenza |  |

| 28 novembre 1965 13ª giornata | Novara | 0 – 0 | Pisa |  |

| 5 dicembre 1965 14ª giornata | Pisa | 0 – 1 | Livorno |  |

| 1º ottobre 1989 15ª giornata | Pisa | 1 – 1 | Genoa |  |

| 23 novembre 1947 16ª giornata | Verona | 2 – 0 | Pisa |  |

| 2 gennaio 1966 17ª giornata | Venezia | 0 – 0 | Pisa |  |

| 9 gennaio 1966 18ª giornata | Pisa | 0 – 0 | Alessandria |  |

| 16 gennaio 1966 19ª giornata | Pisa | 0 – 2 | Reggiana |  |

#### Girone di ritorno
| 6 febbraio 1966 20ª giornata | Pisa | 0 – 0 | Reggina |  |

| 13 febbraio 1966 21ª giornata | Pisa | 2 – 1 | Catanzaro |  |

| 20 febbraio 1966 22ª giornata | Pro Patria | 3 – 0 | Pisa |  |

| 27 febbraio 1966 23ª giornata | Modena | 1 – 2 | Pisa |  |

| 6 marzo 1966 24ª giornata | Pisa | 1 – 0 | Monza |  |

| 20 marzo 1966 25ª giornata | Messina | 0 – 0 | Pisa |  |

| 27 marzo 1966 26ª giornata | Trani | 0 – 0 | Pisa |  |

| 3 aprile 1966 27ª giornata | Pisa | 1 – 0 | Padova |  |

| 10 aprile 1966 28ª giornata | Palermo | 0 – 0 | Pisa |  |

| 17 aprile 1966 29ª giornata | Pisa | 1 – 0 | Lecco |  |

| 24 aprile 1966 30ª giornata | Pisa | 3 – 0 | Mantova |  |

| 1º maggio 1966 31ª giornata | Potenza | 4 – 1 | Pisa |  |

| 8 maggio 1966 32ª giornata | Pisa | 0 – 1 | Novara |  |

| 15 maggio 1966 33ª giornata | Livorno | 0 – 0 | Pisa |  |

| 22 maggio 1966 34ª giornata | Genoa | 1 – 0 | Pisa |  |

| 29 maggio 1966 35ª giornata | Pisa | 1 – 2 | Verona |  |

| 5 giugno 1966 36ª giornata | Pisa | 3 – 0 | Venezia |  |

| 12 giugno 1966 37ª giornata | Alessandria | 2 – 0 | Pisa |  |

| 19 giugno 1966 38ª giornata | Reggiana | 0 – 3 | Pisa |  |

## Statistiche

### Statistiche di squadra
| Competizione | Punti | In casa | In casa | In casa | In casa | In casa | In casa | In trasferta | In trasferta | In trasferta | In trasferta | In trasferta | In trasferta | Totale | Totale | Totale | Totale | Totale | Totale | DR |
| Competizione | Punti | G       | V       | N       | P       | Gf      | Gs      | G            | V            | N            | P            | Gf           | Gs           | G      | V      | N      | P      | Gf     | Gs     | DR |
| ------------ | ----- | ------- | ------- | ------- | ------- | ------- | ------- | ------------ | ------------ | ------------ | ------------ | ------------ | ------------ | ------ | ------ | ------ | ------ | ------ | ------ | -- |
| Serie B      | 34    | 19      | 10      | 4       | 5       | 20      | 11      | 19           | 2            | 6            | 11           | 10           | 27           | 38     | 12     | 10     | 16     | 30     | 38     | -8 |
| Coppa Italia |       | 1       | 0       | 0       | 1       | 0       | 1       | -            | -            | -            | -            | -            | -            | 1      | 0      | 0      | 1      | 0      | 1      | -1 |
| Totale       |       | 20      | 10      | 4       | 6       | 20      | 12      | 19           | 2            | 6            | 11           | 10           | 27           | 39     | 12     | 10     | 17     | 30     | 39     | -9 |

### Statistiche dei giocatori
| Giocatore      | Serie B  | Serie B | Coppa Italia | Coppa Italia | Totale   | Totale |
| Giocatore      | Presenze | Reti    | Presenze     | Reti         | Presenze | Reti   |
| -------------- | -------- | ------- | ------------ | ------------ | -------- | ------ |
| F. Barontini   | 33       | 1       | ?            | ?            | 33+      | 1+     |
| A. Breviglieri | 11       | -16     | ?            | ?            | 11+      | -16+   |
| I. Castellani  | 35       | 4       | ?            | ?            | 35+      | 4+     |
| C. Cervetto    | 17       | 2       | ?            | ?            | 17+      | 2+     |
| E. Ceschia     | 22       | -17     | ?            | ?            | 22+      | -17+   |
| A. Colombo     | 38       | 0       | ?            | ?            | 38+      | 0+     |
| G. Cosma       | 33       | 11      | ?            | ?            | 33+      | 11+    |
| M. Dalmonte    | 3        | 0       | ?            | ?            | 3+       | 0+     |
| G. De Min      | 6        | -5      | ?            | ?            | 6+       | -5+    |
| L. Federici    | 21       | 0       | ?            | ?            | 21+      | 0+     |
| P. Galli       | 18       | 2       | ?            | ?            | 18+      | 2+     |
| R. Gasparroni  | 18       | 0       | ?            | ?            | 18+      | 0+     |
| C. Guglielmoni | 31       | 3       | ?            | ?            | 31+      | 3+     |
| E. Mascetti    | 33       | 2       | ?            | ?            | 33+      | 2+     |
| N. Menciassi   | 4        | 0       | ?            | ?            | 4+       | 0+     |
| S. Petrelli    | 24       | 5       | ?            | ?            | 24+      | 5+     |
| C. Ripari      | 38       | 0       | ?            | ?            | 38+      | 0+     |
| B. Romanini    | 3        | 0       | ?            | ?            | 3+       | 0+     |
| G. Rumignani   | 31       | 0       | ?            | ?            | 31+      | 0+     |